# Felicitas

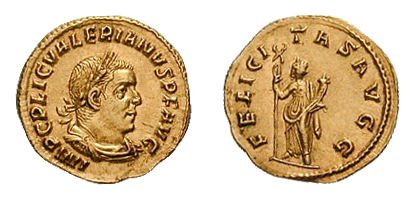
Felicitas (till höger) med en häroldsstav och ymnighetshorn på ett romersk mynt med kejsare Valerianus.

Felicitas (latin för "lycka") var i romersk mytologi både gudinna och personifikation för lycka och framgång. Brukar avbildas, ofta på mynt, rikt draperad med häroldsstav och ymnighetshorn, två symboler för hälsa och rikedom.
Felicitas hade ett tempel på Velabrum på Marsfältet i Rom, uppfört av Lucius Licinius Lucullus. Templet brann ned unders kejsar Claudius tid.